# 蒙自坝
蒙自坝，又稱蒙自盆地、蒙自斷陷盆地群，是指位于云南省红河哈尼族彝族自治州中偏南部，红河（元江）与南盘江两大水系的分水岭地带，由一系列断陷盆地及周围中低山脉组成的断陷盆地群。蒙自坝涵盖了蒙自市、个旧市和开远市三个行政区，是云南省第三大坝子和滇南第一大坝。面积约634平方公里:34，南北直线最长处约36公里，东西直线最宽处约23公里，其中蒙自辖区涵盖了约369平方公里，占蒙自市国土面积的16.6%。坝区北部为山麓丘陵和半山区，中部有长桥海和大屯海两个面积超过10平方公里的高原湖泊。

## 形成背景
蒙自坝为断陷盆地，原是云贵高原云南高原上的一个大型断陷湖泊，湖水面积约400余平方公里。后因地壳运动导致的地壳抬升使泸江支流切入湖区，湖水大量外溢，形成了现今的蒙自坝。而残留的湖水则演变成了现在的长桥海和大屯海。

## 自然地理概况

### 地形地貌
宏观上讲，蒙自坝由多个小型盆地及相连的中低山丘组成。坝子东部为蒙自东山区，海拔在2000m以上，以一系列陡峻的断崖山与盆地接壤，北起波黑，南至黑龙潭，长达20多公里，最高峰为位于坝子东北面的大黑山，海拔2705.4m；坝子西北及东南部边缘为标高1400～1800m的岩溶低中山区，地势略向北倾，海拔标高一般在1274～1326m之间；坝子南面为中低山区，海拔在1 500～2500m之间，与盆地以缓坡相接。西南面莲花山地势高峻（2739.7m），与东北端的大黑山遥遥相望。坝子西面、北面山体较低，海拔在1500～1800m之间，以缓坡与盆地相接。坝子内部的小盆地间以岩溶浅丘（海拔1350～1600m）相隔，主要有：蒙自盆地、草坝盆地、大庄盆地、鸡街盆地。蒙自坝底部平坦开阔，南部最为平整，蒙自市的主城区（文澜街道、文萃街道、观澜街道）即位于此。

### 水文
坝内有长桥海和大屯海两个较大的高原湖泊，以及较小的三角海，现均已修筑为水库。

### 气候特征
蒙自坝区地处云南低纬高原，属于亚热带高原季风气候，北回归线穿越整个盆地，常年阳照充足，气候温和，夏无酷暑，冬无严寒，雨热同季，干湿季分明，是云南省的内光热高值区，年均日照时数2099.4h。
受蒙自坝周围高山影响，来自西南部和东南部的气流被阻隔，使得坝内降水稀少，过去夏季时往往气温高且干燥，成为云南省有名的“干坝子”，有“十年九旱”的说法。近年来，干旱已有减轻趋势，受气候类型影响，干旱基本发生在每年的枯水期（干季），季节变化性显著，表现为春旱最强、秋旱次之、冬旱较小、夏无干旱的特点。年均干旱时间持续近6个月，年均干旱累计时长接近６个月，几乎和干季相重叠，中旱发生的频率最高。另外，从地域角度分析，干旱发生时坝区西部旱情最严重，北部次之，南部（包括蒙自城区）由于降水较为充沛，且受城市热岛效应影响往往旱情较轻，雨过铺为坝区的干级，新安所为坝区的湿级。旱季时，蒙自市区内往往会出动洒水车缓解旱情。

## 资源
蒙自坝内拥有丰富的矿产资源、植物资源、水资源，由此催生出蒙自的诸多特色农产业，如石榴、枇杷等。

### 矿产资源
蒙自坝次级构造运动和区域变质作用相对较强，致使坝内及周边形成大量的矿产资源，主要有银、锡、铅、锌、铜、磷、铀等9种矿藏，其中锡矿主要集中在个旧东部的大屯，而蒙自白牛厂的银多金属矿则是中国第一大银矿床，累计查明矿石量共2933.6879万吨，其中金属量银2825.527吨，储量居全国之最。

### 植物资源
蒙自坝内天然植被破坏较严重，主要分布在缓坡地段，有由鹿角刺、清香木（Pistacia weinmannifolia）、鼠李（Rhamnus davurica）等组成的多刺灌丛和由黄茅（Heteropogon contortus）、臭根子草（Bothriochloa bladhii）组成的草坡以及余甘子（Phyllanthus emblica）、霸王鞭（Euphorbia royleana）、仙巴掌等组成的灌丛。
盆地内主要以栽培作物为主，农田植被具备亚热带典型的特点，一年中依气温的明显变化，在转冷时期内种植喜凉作物作越冬栽培（如小麦、油菜、蚕豆等），而在较热季节则普遍栽培水稻、玉米、红薯等喜暖作物。坝区内还广泛种植石榴、枇杷、小红枣，其中石榴种植面积达14万亩，年产量达36万吨，年产值达12亿元。蒙自是全国最大的石榴连片生产区，石榴种植主要分布在主城区（文澜街道、观澜街道、文萃街道）、雨过铺街道、新安所街道、草坝镇几大坝区城镇，以及1个半山区镇（芷村镇）。

## 人文
蒙自坝为滇南第一大坝，聚集了近60万人口，其得天独厚的地理和人口优势使其有利于发展区域城市群。自滇南中心城市的构想提出后，历届红河州党委、政府均秉持以蒙自坝为中心，组团式发展个开蒙城市的核心理念进行城市发展规划。坝区内的主要城镇为：
- 蒙自市：文澜街道、雨过铺街道、文萃街道、观澜街道、新安所街道、草坝镇；
- 个旧市：大屯街道、鸡街镇；
- 开远市：羊街乡、大庄回族乡。

其中，蒙自市涵盖的区域位于蒙自坝的中南部，新安所位于坝区最南端；个旧市所属的大屯位于坝子的西部，沙甸、鸡街等位于坝子西北部；开远市所辖的羊街、大庄位于坝子最北部。蒙自辖区及大屯街道部分区域被蒙自绕城高速环绕，构成了滇南中心城市核心区。